# ユージュマシュ

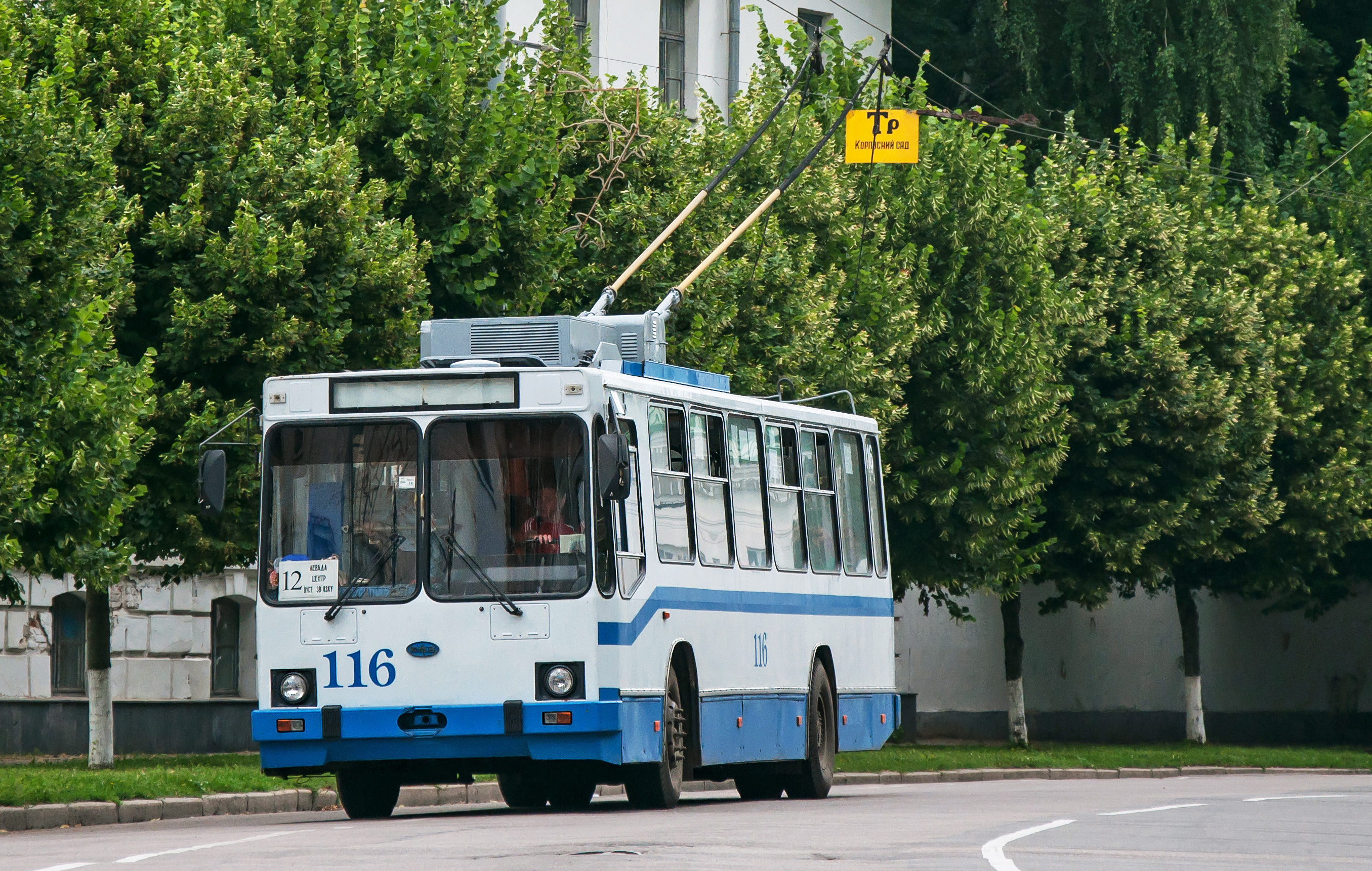
ウクライナで90年代末に生産されたYuMZ (ЮМЗ) T2 トロリーバス

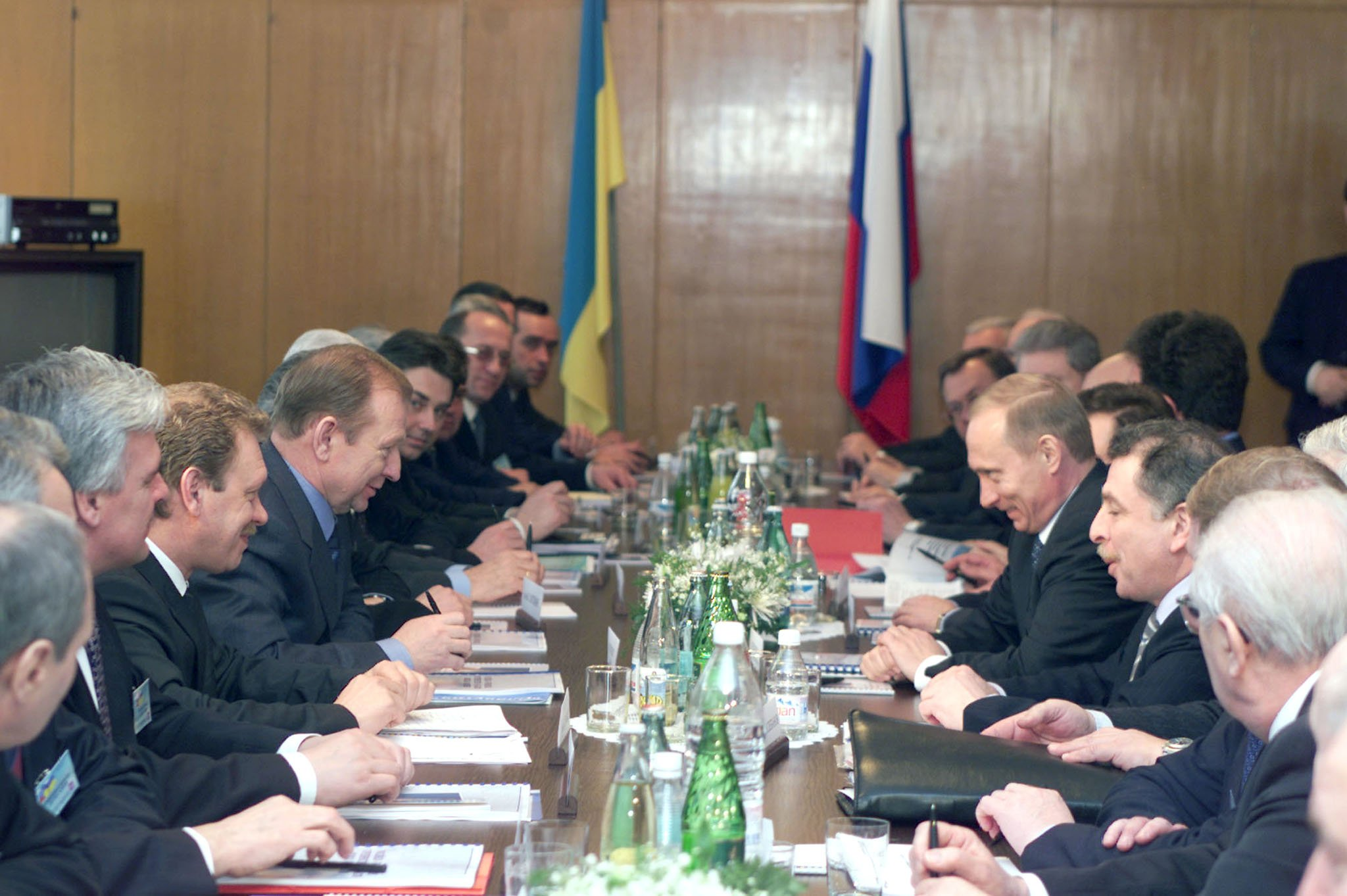
2001年のウクライナとロシアとの政府会談

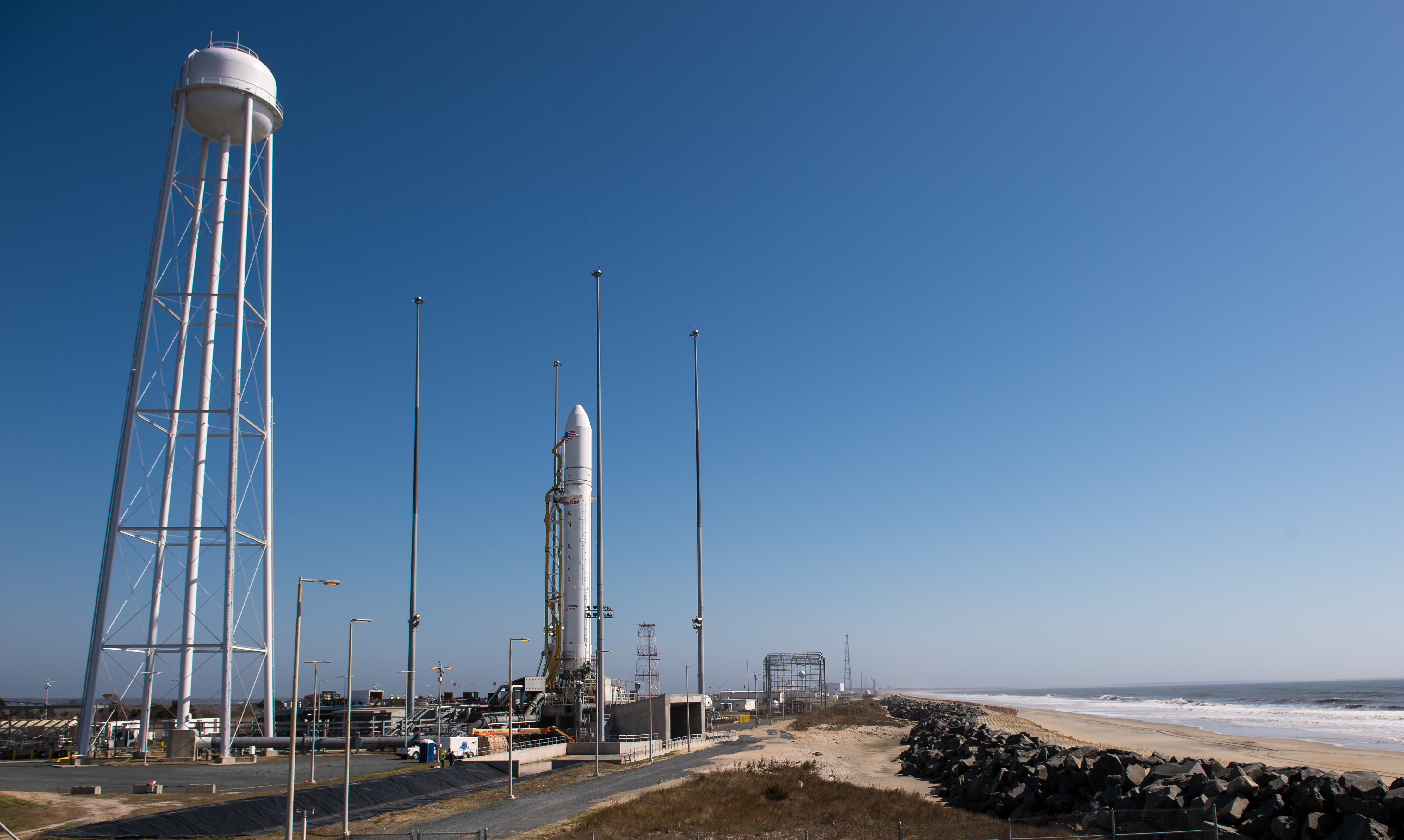
ピプデンマシュ社製の「アンタレスII」 国際宇宙ステーションへの商業貨物輸送のためNASAのために設計されたロケット

A.M.マカロフ・ユージュニィ機械製造工場またはPAユージュマシュ (ウクライナ語: Виробниче Об'єднання Південний Машинобудівний Завод імені А.М. Макарова; ロシア語: Производственное Объединение Южный Машиностроительный Завод имени А.М. Макарова; literally: A.M.マカロフ記念南部機械生産共同体製造工場)はウクライナの宇宙ロケットや農業機械やバスやトロリーバスや路面電車や風車や人工衛星の製造会社である。ドニプロペトロウシクにある国営企業である。

## 歴史
第586工場はかつて第一設計局(現RKKエネルギア)のNII-88(第88科学研究所、現在の機械製造中央科学研究所またはTsNIIMash)の所長だったアカデミー会員のミハイル・ヤンゲリによって主任設計者達の部門を自律的な586設計局(現在のユージュノエ設計局の子会社のPivdenne設計局)分割して、1954年にミサイル生産を始めた。ミサイルに低温推進剤の使用を支持したセルゲイ・コロリョフとは異なり、ヤンゲリは液体燃料技術を優先した。ヤンゲリの586設計局は貯蔵可能な液体燃料を使用した弾道ミサイルの開発を推進する為に設立された。第586工場は1966年にユージュニィ機械製造工場に改名され、続いてユージュノエ機械生産共同体またはユージュマシュになり、ユージュノエ設計局によって設計された弾道ミサイルの生産に集中した。ユージュマシュで生産されたミサイルにはソビエト初の核ミサイルであるR-5M(SS-3 'Shyster')やR-12 (SS-4 'Sandal')やR-14 (SS-5 'Skean')やソビエト初のICBMであるR-16 (SS-7 'Saddler')やR-36 (SS-9 'Scarp'), MR UR-100 (SS-17 'Spanker'), R-36M (SS-18 'Satan')が含まれる。
ソビエト時代を通して工場は年間120機のICBMを生産する能力を有していた。1980年代末にユージュマシュはRT-2PM2 Topol-M ICBMの主生産工場に選定されたがソビエト連邦の崩壊に伴い製造会社となる可能性は消えた。
ユージュマシュは現在、ウクライナ最大の産業総合体の一つである。2003年1月時点においてユージュマシュは13000人を雇用する。2001年の売り上げは3億3,560万フリヴニャ (2001年12月時点で6,270万ドル)だったが2002年には1億2,210万フリヴニャ (2002年12月時点で2,280万ドル)に減った。更にドニプロペトロウシクの生産工場であるパウロフラード機械工場を含むPivdenne生産共同体は固体燃料ミサイルの生産に特化した。ユージュマシュの重要性は1975年から1992年までユージュマシュで勤務したウクライナ大統領のレオニード・クチマとさらに連携を強化することであった。彼は1986年から1991年まで工場長を務めた。
ユージュマシュはソビエトのミサイル製造会社としてICBMや宇宙開発計画において重要な役割を果たした。ユージュマシュの生産したロケット、ミサイルには以下の物が含まれる:
- R-5M(SS-3 'Shyster') - ソビエト初の核ミサイル
- R-12(SS-4 'Sandal') - 戦術弾道ミサイル
- R-14(SS-5 'Skean') - 戦術弾道ミサイル
- R-16(SS-7 'Saddler') - ソビエト初のICBM
- R-36(SS-9 'Scarp') - ICBM (ドニエプルへ改造された)

ペレストロイカの開始後、ロケットやミサイルの製造は大幅に縮小されユージュマシュは部分的に民生用の機械の生産を行った。
連接式のYuMZ T1トロリーバスや非連接式のYuMZ T2が生産された。T2の生産は継続され近代的な低床のYuMZ E-186と共に生産されている。
長年チーフ・マネージャーを務めたレオニード・クチマは後にウクライナの首相になり、1994年、ウクライナの大統領になった。

2022年7月、ロシアによるウクライナ侵攻の際、ドニプロのユージュマシュの施設がロシアの長距離巡航ミサイル攻撃を受けた。